# Піначевська
Піначевська (Піначева, Піначево) - річка на півострові Камчатка. Протікає територією  Елізовського району  Камчатського краю  Росії. Ліва притока річки Авача. Від гідроніма походить назва села Піначево.
Довжина річки - 47 км. Річка бере початок в районі Піначевського перевалу (1160 м.), Поблизу вимерлих вулканів Ааг і Арік. Швидкість течії 0,5-2,1 м/сек, глибина річки 0,5-2,5 м, площа водозбору 936 км². Температура води в літні місяці 5-8 градусів.